# The Gods We Can Touch
The Gods We Can Touch es el cuarto álbum de estudio de la cantautora y productora discográfica noruega Aurora. Fue publicado el 21 de enero de 2022 por Decca y Glassnote Records. Como en sus otros lanzamientos, Aurora trabajó con Magnus Skylstad y Askjell Solstrand, además de nuevas colaboraciones con Jamie Hartman, Martin Sjølie y Matias Tellez en su producción.

Concebido como un alejamiento del concepto y el sonido de sus trabajos anteriores, The Gods We Can Touch se ha caracterizado por ser un disco de electropop, junto con folk-pop, etéreo, art pop, electro-folk y synth-pop. Su sonido incorpora un estilo ecléctico y polifacético con texturas electrónicas, elementos occidentales y orquestaciones intimistas. Inspiradas predominantemente en la mitología griega, las letras exploran temas de autoempoderamiento, abuso, desamor, moralidad y deseo, con un estilo maximalista e introspectivo. The Gods We Can Touch fue aclamado por la crítica tras su publicación, que elogió su «etérea» interpretación vocal y su dirección musical experimental.
The Gods We Can Touch contó con el apoyo de seis singles, cinco de los cuales se complementaron con vídeos musicales. «Exist for Love» se promocionó mediante un festival de música en línea organizado por Aurora. «Cure for Me», “Giving in to the Love” y “Heathens” se publicaron entre octubre y diciembre de 2021. «A Dangerous Thing» y “Everything Matters”, con la colaboración de la cantante francesa Pomme, se publicaron como doble sencillo. «A Temporary High» siguió al lanzamiento del álbum. El disco debutó en lo más alto de la lista noruega de álbumes como el segundo álbum número uno de Aurora en Noruega, mientras que también alcanzó el top ten en Escocia, el Reino Unido y la lista estadounidense Billboard Heatseekers Albums. Para promocionar aún más el álbum, Aurora interpretó varias canciones en la película de conciertos A Touch of the Divine y se embarcó en su cuarta gira de conciertos como cabeza de cartel.

## Antecedentes y grabación

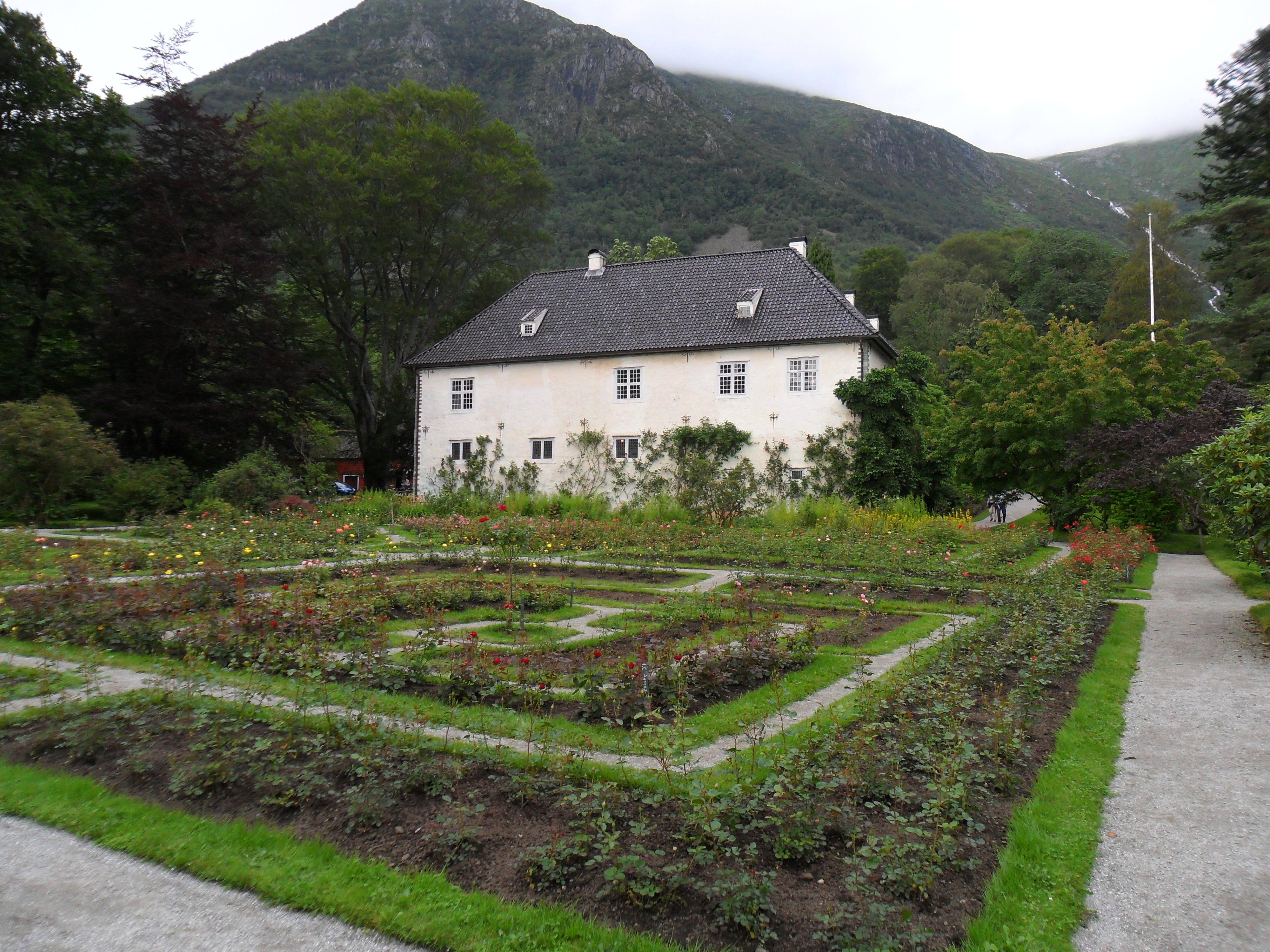
Aurora alquiló Barony Rosendal (en la foto) en noviembre de 2020, donde grabó la mayoría de The Gods We Can Touch.

Aurora comenzó a escribir canciones para el álbum en enero de 2019, justo después de elegir el título de su nuevo disco. Según ella, dos días después del lanzamiento de su segundo álbum de estudio A Different Kind of Human (Step 2) (2019), ya tenía planeado lo que quería para su próximo proyecto. Durante el proceso de escritura leyó sobre la historia de la religión, que fue una fuente de inspiración para los temas del álbum.
Aurora declaró en una entrevista con Billboard Japan que la producción de dos próximos álbumes comenzó en noviembre de 2019, siendo uno de ellos el aún sin título The Gods We Can Touch. En una entrevista con Riff Magazine, reveló que el álbum más cercano tenía una perspectiva más grande en comparación con sus esfuerzos anteriores, concluyendo que «es un álbum para cada individuo dentro del gran ejército del amor». Detalló aún más el álbum en una entrevista con Motley, agregando que «estará vestido con una armadura de dureza. Pero también estoy explorando mi parte suave y delicada".
La primera canción grabada para el álbum fue «Exist for Love», que se grabó en enero de 2020 en la Oficina de Noruega, un mes antes de que se declarara la pandemia de COVID-19 en Noruega. El tema se hizo en colaboración con Isobel Waller-Bridge, que contribuyó con arreglos de cuerda En noviembre de 2020, Aurora alquiló Barony Rosendal para grabar The Gods We Can Touch. Otros lugares de grabación incluyeron The Jungle y Blanca Studio, todos ubicados en Noruega. En abril de 2021, el single de Aurora «Runaway» comenzó a crecer en popularidad en TikTok. En una entrevista con NME sobre el nuevo éxito de la canción, Aurora describió los temas del próximo álbum: «Estoy haciendo preguntas a todo lo que nos ha hecho ser como somos ahora; en nuestro pasado, en la política, la religión y en extrañas formas de pensamiento que hemos creado y que no tienen sentido - como el racismo, no ser feminista o quemar mujeres por ser brujas. Todas estas cosas extrañas de las que nos hemos convencido a nosotros mismos que son lo correcto, lo cual es tan extraño" Más tarde, en julio de 2021, declaró que el álbum estaba terminado, y su intención de publicarlo antes de finales de 2021.

## Música y letras

### Descripción general
The Gods We Can Touch se ha caracterizado por ser un disco de electropop, junto con folk-pop, etéreo, art pop, electro-folk, y synth-pop. El sonido del álbum incorpora un estilo ecléctico y polifacético, ambientado con vastos paisajes sonoros, texturas electrónicas, elementos occidentales, orquestaciones íntimas, múltiples capas y texturas. Las influencias musicales del disco proceden de una amplia gama de géneros, como el jazz, el pop de cámara, la música global, la música latina y el rock arena. Aurora clasificó el álbum como un género propio debido a su sonido «caótico» y «mezcla de géneros».
Marcy Donelson, de AllMusic, declaró que «The Gods We Can Touch mezcla voces naturales que suenan en directo e interpretaciones instrumentales acústicas con etéreas armonías procesadas, cajas de ritmos, sintetizadores y programaciones diversas». Las canciones «Exist for Love» y «Artemis» fueron las únicas que se grabaron en primeras tomas, lo que «apostó por un sonido más espontáneo» La interpretación vocal sopranolada de Aurora a lo largo del álbum fue descrita por muchos críticos como «etérea», con interludios en las canciones que muestran su voz y sus cambios de tono vocal. Georgia Griffiths, de The Music, escribió que Aurora «canaliza a Lana Del Rey, [y] la siguiente es Santigold» en sus interpretaciones vocales en el disco.
Un álbum conceptual como los anteriores lanzamientos de Aurora, The Gods We Can Touch se desvía de los conceptos encontrados en su álbum de inspiración tribal Infections of a Different Kind (Step 1) (2018) y su continuación A Different Kind of Human (Step 2) (2019), en los que exploró temas de empoderamiento, política y crisis ecológica. Descrito por ella como «el capítulo tres de mi vida», reveló que iba a tomar una dirección más experimental con el álbum, y declaró que no trataría temas como «la fatalidad, la melancolía, el COVID y el horror», en lugar de centrarse en canciones «más juguetonas y divertidas», mientras que también hacía referencia a «muchas cosas que le molestan de la sociedad y nuestra historia». Los temas líricos están fuertemente inspirados predominantemente en la mitología griega, aunque Aurora reconoció que algunos de ellos tienen referencias a las religiones abrahámicas y romanas antiguas. Además, los estilos de escritura lírica han sido descritos como oscuros e inquietantes, con un estilo maximalista e introspectivo. Las letras a lo largo de las canciones del disco también hablan sobre el autoempoderamiento, el abuso, el desamor, la moralidad y el deseo.[11][12]

### Canciones

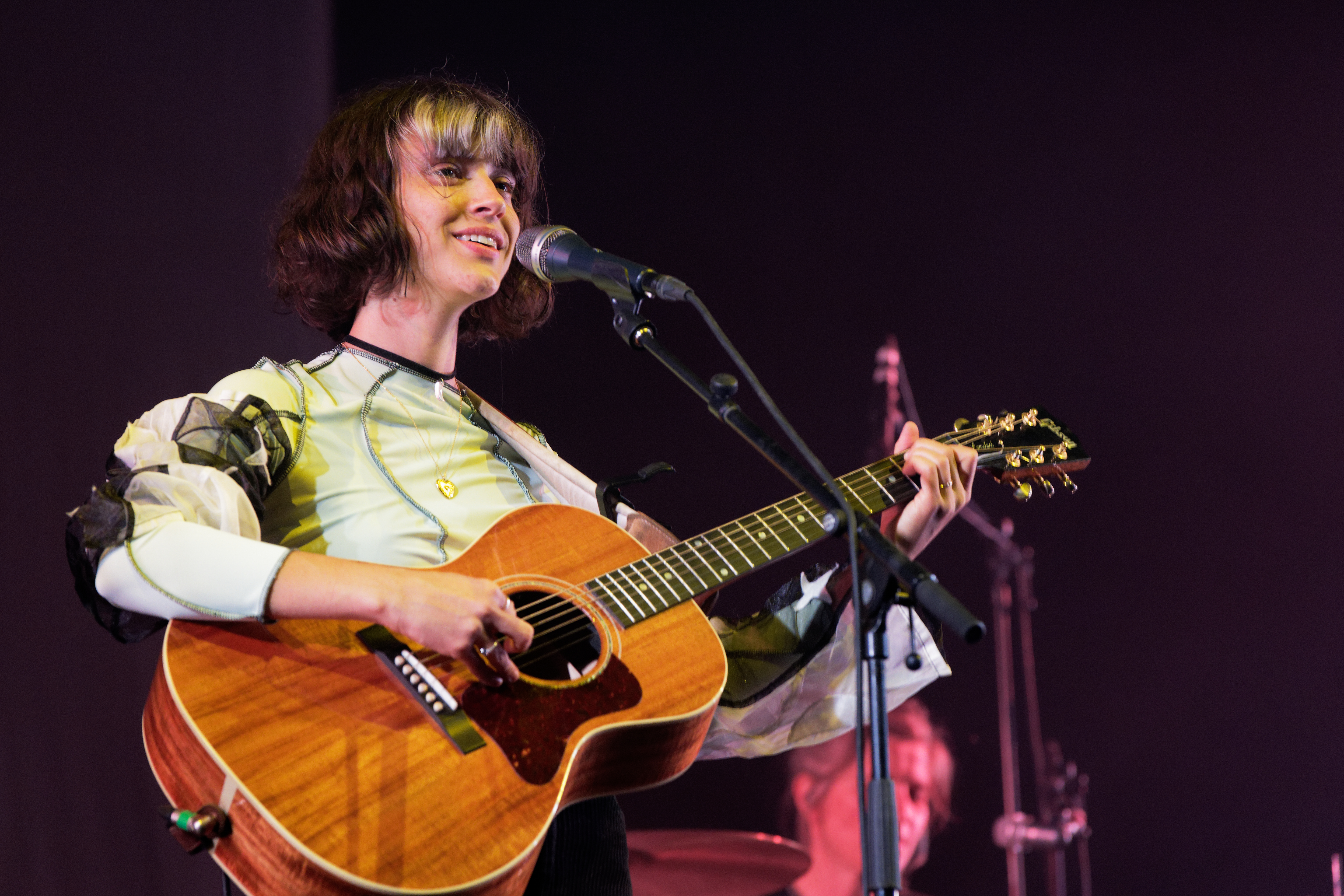
"Everything Matters", la segunda canción de The Gods We Can Touch, cuenta con la voz de la cantante francesa Pomme, lo que marca la primera colaboración de Aurora en uno de sus álbumes.

The Gods We Can Touch comienza con «The Forbidden Fruits of Eden», un interludio que toma su título del fruto prohibido del Jardín del Edén que aparece en el libro bíblico del Génesis[1]. Compuesto de delicadas armonías, «establece un tono explícitamente religioso» para el resto del álbum[2]. La balada de electrónica y pop de cámara «Everything Matters» cuenta con la participación de la cantautora francesa Pomme y un outro hablado en francés[3][4][5]. [3] [4] [5] Inspirada en el mito de Prometeo y la creación de la humanidad a partir del barro, «Giving in to the Love» cuestiona la obsesión por la imagen corporal, mientras que incorpora géneros electropop y power pop y contiene golpes de tom tom, una caja de ritmos y sintetizadores con eco. [7][8] El tema de pop barroco «You Keep Me Crawling» trata sobre el abuso de poder en las relaciones, donde Aurora transmite «intensidad y poder en su voz, a la vez que muestra vulnerabilidad y momentos más suaves»[9][10][11].
Aurora definió «Exist for Love» como su primera canción de amor[1]. Se trata de una balada de ensueño y estilo retro, acompañada de guitarra acústica y armonías de acompañamiento, que da paso a una melodía de cuerdas en la que declara su amor a su amante[2][3]. La siguiente canción, «The Innocent», es un tema dance-pop y house con ritmo latino, acompañado de acordes sincopados de piano, metales y cuerdas en pizzicato[4][5]. 4] [5] Su producción se describe como «una reminiscencia de las convenciones de la era del jazz de los años 20, pero con un toque EDM más actual» [6] «Exhale Inhale», en marcado contraste con la canción anterior, contiene un sonido de inspiración folk [7] [8]. [7] [8] La canción habla del miedo a varios problemas medioambientales «que nos esperan», como los incendios forestales y la contaminación. 9] [10] «A Temporary High» tiene un sonido synth-pop con influencias de los años 80 que se transforma en un ritmo electro contundente. 11] [12]
En «A Dangerous Thing», Aurora reflexiona sobre una relación abusiva, haciendo referencia a la diosa de la seducción Peitho, y muestra cambios de tono de armonías ligeras a versos más profundos[1]. La oscura sonoridad de la canción está respaldada por una guitarra acústica, ligeras campanadas y una batería mínima[2]. [2] «Blood in the Wine» comienza con un grito de guerra que recuerda a «El bueno, el malo y el feo», con una suave guitarra acústica y una percusión atronadora que se convierte en un «rugido colosal». [3] Un tema electropop, que se comparó con la música de Fleetwood Mac, «This Could Be a Dream» es una balada tenue impulsada por «una melodía fluida sobre un ritmo lento», piano, cuerdas orquestales y trompetas que habla de «encontrar la fuerza cuando ya no tienes nada que dar». «4] [5] [3] The Gods We Can Touch se cierra con el tema pop folk y orquestal «A Little Place Called the Moon» [6] [1], una de sus canciones favoritas del álbum, y que Aurora considera el «final perfecto» para el disco.

## Lanzamiento y promoción
Después de limpiar su feed de Instagram en mayo de 2020, Aurora comenzó a insinuar «el comienzo de una nueva era»[1] Inicialmente esperaba lanzar el álbum ese año, pero reveló en una entrevista en septiembre de 2020 su decisión de posponerlo debido a la pandemia de COVID-19.[2] Al año siguiente, el álbum se retrasó a principios de 2022, tras el éxito comercial de su single de 2015 «Runaway»[3] El 14 de octubre de 2021, reveló el nombre del álbum y el listado de canciones[4].
En julio de 2020, Aurora organizó las Exist for Love Sessions, un festival de música en línea que promocionó a varios artistas emergentes.[1] Más tarde apareció en el programa Late Night with Seth Meyers en noviembre de 2021, su primera actuación en ese programa desde 2018.[2] Para promocionar el lanzamiento del álbum en el Reino Unido, Aurora actuó en dos espectáculos con todas las entradas agotadas en Londres.[3] También fue entrevistada por la presentadora de televisión noruega Anne Lindmo e interpretó «A Temporary High» en su programa de entrevistas Lindmo, emitido por NRK.[4]

### Sencillos
Aurora decidió lanzar «Exist for Love» como primer sencillo del álbum el 14 de mayo de 2020 porque sentía que «el mundo necesita más amor que nunca»[1]. «Cure for Me» fue lanzado como el siguiente sencillo de The Gods We Can Touch el 7 de julio de 2021[2].
El 14 de octubre, lanzó «Giving In to the Love» como el siguiente sencillo del álbum, y anunció oficialmente The Gods We Can Touch, y su fecha de lanzamiento, el 21 de enero de 2022.[1] El 2 de diciembre, lanzó «Heathens» como el cuarto sencillo del álbum.[2] «A Dangerous Thing» se lanzó como doble sencillo el 7 de enero de 2022 con «Everything Matters», con la cantante francesa Pomme, como cara B. Esta última canción se publicó únicamente como sencillo promocional[3].
«A Temporary High» sirvió como sexto sencillo, lanzado el 21 de enero de 2022, junto con el lanzamiento del álbum.[1] Un video musical fue lanzado el 27 de enero de 2022.[2]

### Concierto, película y gira
El 3 de diciembre de 2021, Aurora anunció una versión virtual del concierto titulada A Touch of the Divine, estrenada en exclusiva en Moment House el 25 de enero de 2022, una semana después del lanzamiento del álbum[1], dirigida por Alexandra Green y producida por Bullion Productions y Mercury Studios[2]. [2] El 18 de enero de 2022 se publicó un teaser y dos días después un tráiler oficial[3][4] Descrito como una «experiencia digital mundial», el filme incluía seis canciones del álbum acompañadas de coreografías e interludios hablados por la propia Aurora[1][5].
El álbum recibió más promoción gracias a su quinta gira de conciertos como cabeza de cartel, The Gods We Can Touch, anunciada el 9 de julio de 2021[1].

### Uso en los medios de comunicación
El cuarto tema del álbum, «Cure for Me», forma parte de la banda sonora principal de Just Dance 2024 Edition[1].

## Recepción de la crítica
The Gods We Can Touch fue aclamado por la crítica tras su lanzamiento[1]. En Metacritic, que asigna una puntuación normalizada sobre 100 a las valoraciones de las publicaciones, el álbum recibió una puntuación media de 81 basada en 9 críticas, lo que indica una «aclamación universal»[2].
| Publicación  | Puntuación |
| ------------ | ---------- |
| AllMusic     | 4.5/5      |
| Clash        | 8/10       |
| Dork         | 5/5        |
| The Guardian | 4/5        |
| NME          | 4/5        |
| Pitchfork    | 8.1/10     |
| DIY          | 4/5        |

El escritor de The Line of Best Fit Tom Williams elogió el álbum como una «obra maestra etérea» y afirmó que el sonido de Aurora es «como el cielo en la Tierra»[1] Steven Loftin, de Dork, calificó a Aurora en el álbum de «tan emocionante como intrigante» y hace que el «mundo parezca un lugar mejor». «[2] Finlay Holden, de Clash, calificó el disco de «alto alcance» y señaló que los temas de «energías furiosas, celebratorias, revolcadas y catárticas se exhiben de forma maximalista»[3] Ben Hogwood, de musicOMH, afirma que el disco consistía en «producción futurista y melodías intrigantes, a veces atrevidas» a pesar de estar enraizado en un «pasado profundo y muy lejano»[4].
Chris Hamilton-Peach, de DIY, escribe que «la chispa celestial de Aurora sigue siendo su carta de presentación» en el álbum[1] El escritor de Gigwise Tom Taylor considera que Aurora «experimenta con el género en su alegre nuevo álbum», al tiempo que se apoya en «himnos electro-pop de gran energía»[2] Andrew Trendell, de NME, señala que el disco «aprovecha la oportunidad para enfrentarse al mundo y luchar con todo su poder» y está cargado de «peculiaridades idiosincrásicas y nociones encantadoras»[3]. «[3] Hayden Godfrey, de Under the Radar, opina que el disco muestra los «gloriosos altos y cuidadosos bajos» de Aurora con respecto a la producción.[4] Ewan Gleadow, de Cult Following, afirma que Aurora «se apoya por completo en el fascinante y lúcido registro vocal que posee».[5] Según Marcy Donelson, de AllMusic, el disco no hace sino ampliar el «ya de por sí místico porte» de Aurora.[6]

## Rendimiento comercial
Tras su lanzamiento, el álbum se convirtió en el tercero más reproducido en Spotify esa semana, con más de 60 millones de reproducciones en la plataforma[1]. El álbum debutó en el primer puesto de la lista noruega VG-lista Topp 40 Album con unas ventas en la primera semana de 2.300 unidades, lo que supuso el segundo número uno de Aurora en la lista[2]. En el Reino Unido, el disco alcanzó el octavo puesto de la lista UK Albums Chart con 4.000 unidades equivalentes a un álbum, lo que supuso su primer top 10 en el país[3].

## Listado de canciones
Todas las pistas fueron producidas por Aurora y Magnus Skylstad, excepto donde se indique lo contrario.

| N.º | Título                         | Duración |  |
| 1.  | «The Forbidden Fruits of Eden» | 3:43     |  |
| 2.  | «Everything Matters»           | 3:51     |  |
| 3.  | «Cure for Me»                  | 4:18     |  |
| 4.  | «A Dangerous Thing»            | 4:09     |  |
| 5.  | «Heathens»                     | 3:38     |  |
| 6.  | «Giving in to the Love»        | 3:55     |  |
| 7.  | «Exist for Love»               | 4:12     |  |
| 8.  | «A Temporary High»             | 4:05     |  |
| 9.  | «Blood in the Wine»            | 3:59     |  |
| 10. | «The Gods We Can Touch»        | 4:13     |  |
| 11. | «The Innocent»                 | 4:07     |  |

- Las ediciones en vinilo del álbum que incluyen el listado de temas alternativo tienen versiones diferentes de algunos de sus temas.

## Personal
Créditos extraídos de las notas del CD The Gods We Can Touch.
Músicos
- Aurora Aksnes – voces (todas las canciones); piano (canciones 2, 11); percusión (canciones 3, 5, 7); sintetizador (canciones 4, 7); órgano (canción 4)
- Magnus Skylstad – bajo sintético (canciones 1, 3); sintetizador (canciones 1, 4, 6); órgano (canción 3); batería (canciones 3–4, 6–7); bajo (canciones 4, 6–7); pads de sintetizador (canciones 6–7), cuerdas (canción 7); percusión (canción 7, 11); guitarra barítona, piano (canción 11)
- Fredrik Svabø – guitarra (canciones 2–3, 7); guitarra acústica (canciones 5, 11)
- Askjell Solstrand – piano (canciones 2, 13); coproducción (canción 13)
- Pomme – voces (canción 2)
- Alexander von Mehren – máquina de batería (canciones 4, 14)
- Isobel Waller-Bridge – arreglo de cuerdas (canción 6)
- Glen Roberts – guitarra acústica (canción 6)
- Maddie Cutter – violonchelo (canción 6)
- Galya Bisengalieva – violín, viola (canción 6)
- Odd Martin Skålnes – guitarra, percusión (canción 7)
- Martin Sjølie – guitarra eléctrica, batería, bajo (canción 11)
- Matias Tellez – guitarra, sintetizador (canción 15)
- Per Arne Glorvigen – bandoneón (canción 12)

Técnico
- Aurora – producción (todas las canciones)
- Magnus Skylstad – producción (canciones 1–14); programación (canciones 2, 4, 6–7); ingeniería (canciones 2, 4, 7, 11), mezcla, ingeniero de grabación (canción 3)
- Jamie Hartman – producción (canción 2)
- Martin Sjølie – coproducción (canción 11)
- Alex Whartman – masterización (todas las canciones)
- Josh Gudwin – mezcla (canción 4)
- Robin Schmidt – masterización (canción 6)

Diseño
- - Aurora – dirección de arte
  - Leif Podhajsky – dirección de arte, diseño gráfico, diseño del paquete
  - Xin Li – fotografía